# بازی‌های پان‌هلنیک
بازی‌های پان‌هِلِنیک اصطلاح جمعی برای چهار جشن مذهبی جداگانه است که در یونان باستان برگزار می‌شد و به‌ویژه به دلیل مسابقات ورزشی که شامل آن‌ها می‌شد، شهرت داشت. این چهار جشنواره عبارت بودند از: بازی‌های المپیک که به افتخار زئوس در المپیا برگزار می‌شد، بازی‌های پیتیان که در دلفی برگزار شد و آپولو را گرامی می‌داشت، بازی‌های نِمِی، که در نِمِئا رخ می‌داد و به احترام زئوس برپا می‌د، و سرانجام بازی‌های ایستمی در شهر ایستمی و به افتخار پوزئیدون. مکان‌هایی که این بازی‌ها در آن برگزار می‌شدند «چهار مکان مقدس بزرگ پان‌هلنیک» در نظر گرفته می‌شدند. هر یک از این بازی‌ها در یک دوره چهار ساله برگزار می‌شد که با المپیک شروع شده و به ترتیب هر سال یکی از آن‌ها را جشن می‌گرفتند. ورزشکاران همراه با شهرت و آوازهٔ پیروزی در بازی‌های باستانی، تاج‌های برگ متفاوتی را از بازی‌های مختلف کسب می‌کردند. از بازی‌های المپیک، فرد پیروز یک تاج گل زیتون، از بازی‌های پیتیان یک تاج گل بو، از بازی‌های نِمِن تاجی از برگ‌های کرفس کوهی، و از بازی‌های ایستمی تاجی از کاج می‌برد.

## توضیحات
المپیاد چرخه‌ای چهار ساله بود که با بازی‌های المپیک شروع می‌شد، این مسابقات از روش‌هایی بود که یونانیان باستان زمان را اندازه‌گیری می‌کردند. بازی‌ها در یک چرخه چهار ساله برگزار می‌شد که با بازی‌های المپیک در سال اول آغاز می‌شد. بازی‌های نمیان در سال دوم، بازی‌های پیتیان در سال سوم و بازی‌های ایستمی در سال چهارم برگزار می‌شد. ساختار بازی‌ها به این شکل بود که ورزشکاران فردی بتوانند در همه بازی‌ها شرکت کنند.
شرکت کنندگان می‌توانستند از سراسر جهان یونانی، از جمله مستعمرات مختلف یونان از آسیای صغیر تا ایبریا برای شرکت در بازی‌ها بیایند. برای پرداخت هزینه‌های آموزشی، حمل و نقل، اسکان و سایر هزینه‌ها به ثروت قابل توجهی نیاز بود. با این حال، رقبا اغلب توسط شهر خود یا اسپانسرهای خصوصی تأمین مالی می‌شدند، و بسیاری از آنها با هم از مسابقه‌ای به مسابقه‌ای دیگر سفر می‌کردند و جوایز نقدی را به دست می‌آوردند.
رویدادهای اصلی در هر یک از بازی‌ها مسابقه ارابه‌رانی، کشتی، بوکس، پانکریشن، استادیون و مسابقات مختلف پیاده‌روی، و پنج‌گانه (شامل کشتی، استادیون، پرش طول، پرتاب نیزه، و پرتاب دیسک) بود. به جز مسابقه ارابه‌رانی، همه مسابقات دیگر برهنه انجام شد. به گفته یانگ، از آنجایی که بازی‌های المپیک اصلی و اوج همه بازی‌ها در این مدار بود، هر جشنواره ممکن بود رویدادهای خاص خود را داشته باشد اما باید شامل همه رویدادهایی می‌بود که در المپیک رخ می‌داد. این شیوه به ورزشکاران این فرصت را می‌داد تا در مسابقات اصلی همگی حضور یابند و در تمام بازی‌های پان‌هلنیک دیگر هم شرکت کنند.
به گفته جیسون کونیگ، مورخ معاصر، بازی‌ها نه تنها به خاطر مسابقات ورزشی سه روزه‌شان، بلکه به این دلیل که تماشاگران زیادی را از سراسر جهان به خود جذب می‌کردند، بسیار محبوب بودند. این به مردم اجازه می‌داد تا در فعالیت‌های دیگری مانند رویدادهای مذهبی، سخنرانی‌ها و حتی اجراهای موسیقی نیز شرکت کنند.

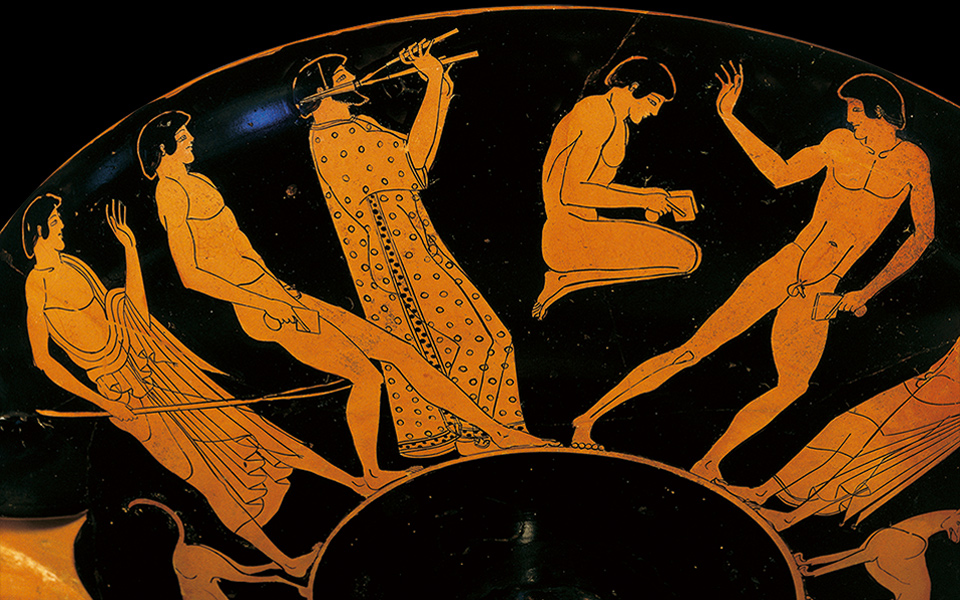
پرش طول در یونان باستان بر روی یک کوزه.

بازی‌های المپیک قدیمی‌ترین بازی‌ها بود که گفته می‌شود در سال ۷۷۶ قبل از میلاد آغاز شده است. اگرچه احتمال بیشتری وجود دارد که آنها در اواخر قرن هفتم قبل از میلاد تأسیس شده باشند. چنین بازیهایی تا به قدرت رسیدن امپراتور مسیحی روم، تئودوسیوس، در سال ۳۹۳ پس از میلاد دوام آوردند و در آن هنگام به عنوان رسوم بت‌پرست ملغی شدند. بازی‌های پیتیان، نمیان و ایستمی به احتمال زیاد زمانی در ربع اول یا دوم قرن ششم قبل از میلاد آغاز شده و به المپیک پیوستند.
بازی‌های المپیک به عنوان بازی‌های استفانیتیک نیز شناخته می‌شوند (برگرفته از استفانوس، کلمه یونانی آتیک به معنای تاج)، زیرا برندگان فقط یک حلقه تاج برای پیروزی خود دریافت می‌کردند. بر خلاف سایر مسابقات ورزشی یا هنری یونان باستان، مانند بازی‌های پان‌آتنایک، که در آن به برندگان آمفوره‌های زیادی از روغن زیتون درجه یک آتن اهدا می‌شد، در المپیک هیچ جایزه مالی یا مادی اعطا نمی‌شد. اگرچه برندگان هیچ جایزه مادی در بازی‌ها دریافت نمی‌کردند، اما در بازگشت به پولیس خود اغلب با هدایا و افتخارات مواجه می‌شدند.

## چهار بازی

### بازی‌های المپیک

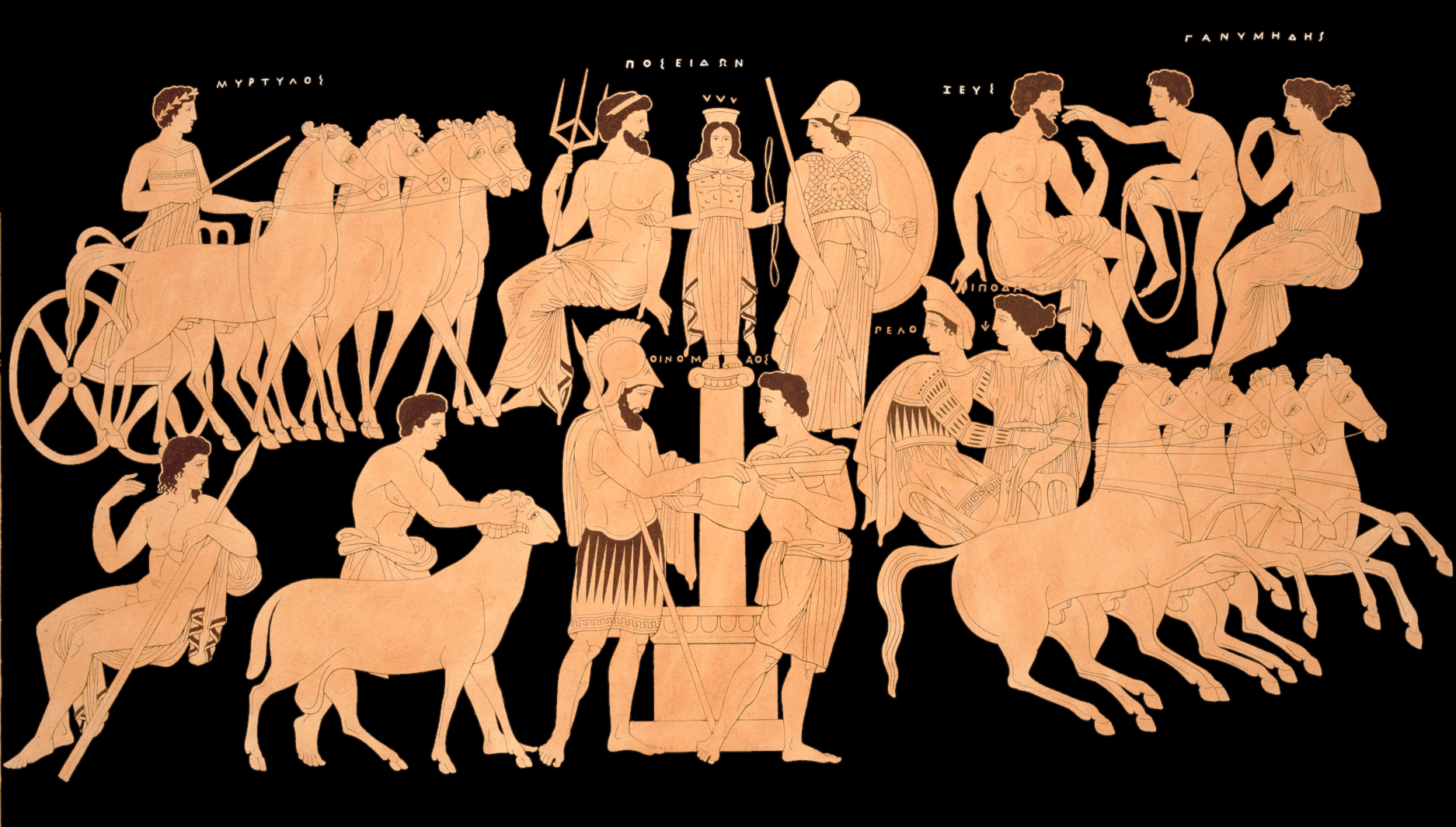
شاه اونومائوس، هیپودامیا و خدایان المپی. احتمالاً به برپایی بازی‌های المپیک به افتخار اوینوماوس اشاره دارد.

طبق گزارش المپین ۱ پیندار، منشأ بازی‌های المپیک باستان را می‌توان در پلوپس، پسر تانتالوس جستجو کرد. پلوپس به دنبال به دست آوردن هیپودامیا برای ازدواج بود. پادشاه اونومائوس، پدر هیپودامیا، از پیشگویی خبر داشت که مرگ او را به دست دامادش می‌دانست. پادشاه اونومائوس تصمیم می‌گیرد تنها راه برای ازدواج با دخترش شرکت در مسابقه ارابه‌رانی باشد که بسیاری از خواستگاران را به کشتن داد. پلوپس به درگاه پوزئیدون دعا می‌کند تا ارابه‌ای به‌قدری سریع به او عطا کند که او را پیروز گرداند. پوزئیدون یک ارابه طلایی و اسب‌های بالدار به او عطا کرد. پلوپس با این ارابه پیروز مسابقه شد و توانست با هیپودامیا ازدواج کند. همچنین ادعا شده است که پلوپس میرتیلوس را مجبور به دستکاری ارابه پادشاه اونومائوس کرد که باعث شد او مسابقه را از دست بدهد و در پایان این بازی بمیرد. پس از پیروزی، پلوپس جشنواره‌ای را برای ادای احترام به خدایان و احترام به پادشاه اونومائوس در المپیا با ارابه‌سواری و سایر بازی‌ها ترتیب داد.
بازی‌های المپیک هر چهار سال یکبار در محل المپیا در یونان برگزار می‌شد. تصور می‌شود که اولین بازی‌های ثبت‌شده در سال ۷۷۶ قبل از میلاد بوده‌اند، اما به گفته محقق معاصر، دیوید سی یانگ، این امکان وجود دارد که سال‌ها پیش از این نیز وجود داشته باشند. بازی‌های المپیک اولین بازی‌هایی بودند که تقریباً ۲۰۰ سال قبل از ایجاد بازی‌های پان‌هلنیک وجود داشتند. از آنجایی که بازی‌ها در المپیا برگزار می‌شد، در کنار آن جشنواره برگزار می‌شد و قربانی‌ها/پیشنهادها به افتخار زئوس اهدا می‌شدند و برنده بازی‌ها تاج گل زیتون دریافت می‌کرد. تاج زیتون از این افسانه (به گفته پاوسانیاس) ناشی می‌شود که هراکلس بازی‌های المپیک را آغاز کرد و درخت زیتونی کاشت که برای یونانیان مقدس شد و تاج گل‌های فاتحان المپیک از آن درخت بریده می‌شد.
در نسخه پیندار از بازی‌های المپیک، مسابقه ارابه‌رانی اولین رویداد در زمان خلقت بود. در نسخه‌های پاوسانیاس، مسابقه پیاده‌روی تنها رویداد تا چهاردهمین جشنواره المپیک است. سپس یک مسابقه دیگر اضافه می‌شود که از مسابقهٔ اصلی طولانی‌تر است. به گفته یانگ، از آنجایی که بازی‌های المپیک اصلی و اوج همه بازی‌های این چهارگانه بود، هر جشنواره ممکن بود رویدادهای خاص خود را داشته باشد، اما باید شامل همه رویدادهایی می‌بود که در المپیک رخ می‌داد.
داستان منشأ دیگری از پاوسانیاس نقل شده است که هراکلس برادران کوچکتر خود را به مسابقه پیاده‌روی دعوت کرد. برنده مسابقه یک شاخه زیتون را به عنوان جایزه دریافت می‌کرد، زیرا تعدادشان زیاد بود. پاوسانیاس افسانه دیگری را به زئوس نسبت می‌دهد. تصور می‌شود که او بازی‌های المپیک را به افتخار پیروزی‌اش در شکست دادن پدرش کرونوس آغاز کرد.

### بازی‌های پیتیان

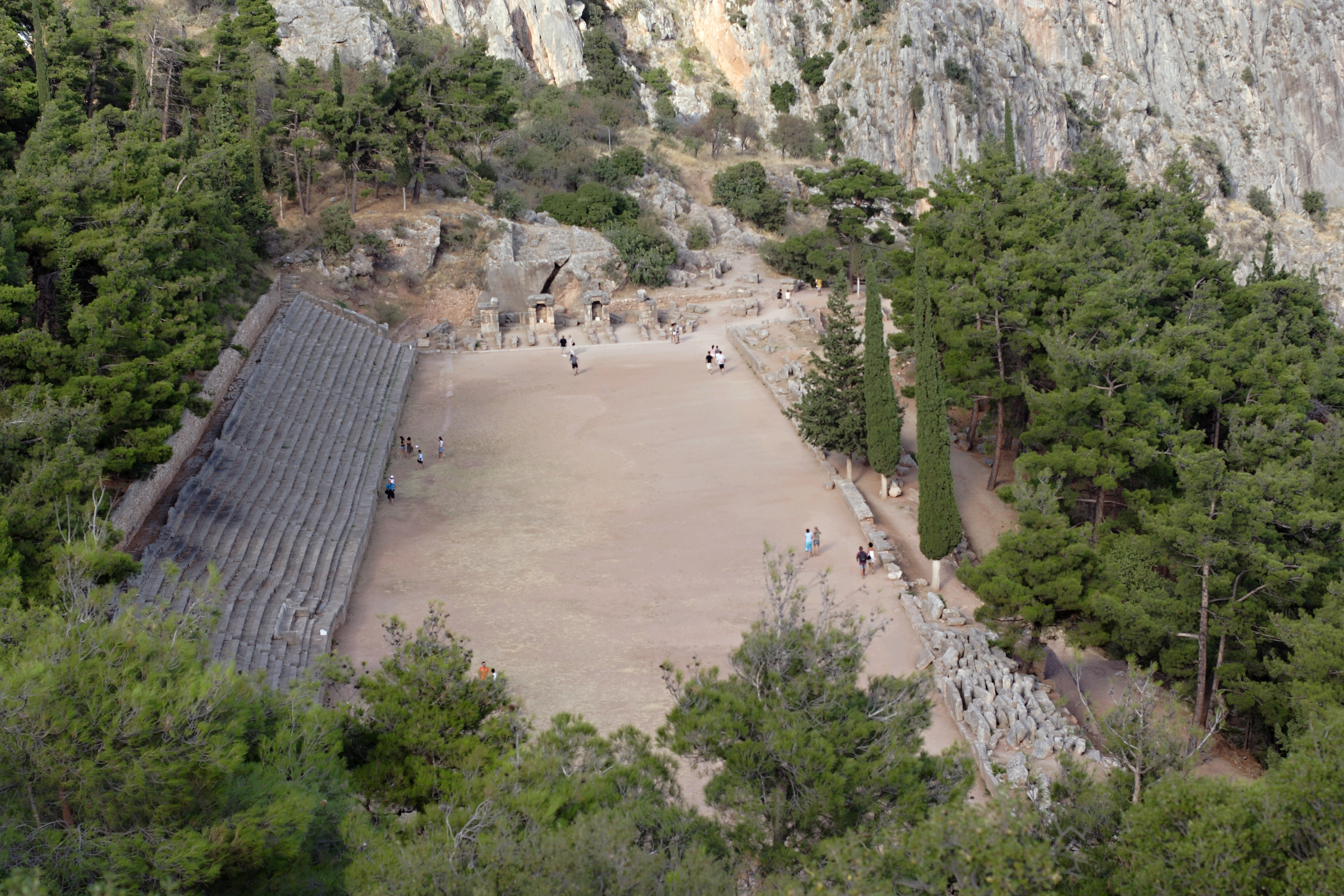
استادیوم بازی‌های پیتیان در دلفی

بازی‌های پیتیان در سال ۵۸۲ قبل از میلاد در دلفی برای بزرگداشت خدای آپولو تأسیس شد. در اصل، این بازی‌ها هر هشت سال یکبار برگزار می‌شد و فقط یک مسابقه برگزار می‌شد: آواز خواندن برای آپولو با سیتارا. بازی‌های پیتیان دومین بازی‌های مهم پان‌هلنیک بود و در اواخر آگوست سال سوم هر المپیاد برگزار می‌شد. با این حال، بحث‌هایی در مورد شروع جشنواره پیتیان در میان مورخان وجود دارد. برخی از مورخان معتقدند پاوسانیاس تاریخ اولین جشن پیتی‌ها را به ۵۸۶ قبل از میلاد می‌رساند. این استدلال به این دلیل است که ارجاعات کمی به تاریخ در اشعار پیندار وجود دارد در حالی که پاوسانیاس جشنواره‌های شماره گذاری شده را به وضوح بیان می‌کند. این بازی‌ها شامل ترکیبی از رویدادهای ورزشی که در بازی‌های المپیک قبلی رخ داده‌اند و رویدادهای موسیقی بود. جایزه برنده بازی‌های پیتیان یک تاج گل بو است
در توصیف یونان توسط پاوسانیاس، او کلیستنس سیکیونی را به عنوان برنده اولین مسابقه ارابه سواری بازی‌های پیتیان معرفی می‌کند. همچنین کلیستنس را به خلق بازی‌های پیتیان نسبت می‌دهند. او برای کسانی که خود را شایسته ازدواج با دختر محبوبش می‌دانستند، مسابقات ورزشی ترتیب داد. این مسابقات به جشنواره Pythian تبدیل شد.

### بازی‌های نِمِئان
بازی‌های نمیان در سال ۵۷۳ قبل از میلاد در پناهگاه زئوس در نمئا تأسیس شد. این بازی‌ها یک سال در میان، هر سال دوم و چهارم، در همان سال‌هایی که بازی‌های ایستمی برگزار می‌شد، هر چند در زمان‌های مختلفی از این سال‌ها برگزار می‌شد. بازی‌های نمیان در ماه جولای برگزار می‌شد، در حالی که بازی‌های ایستمی در آوریل یا می برگزار می‌شد.
بازی‌های نمئا دو داستان اصلی دارند. پاوسانیاس از شناخته‌شده‌ترین افسانه می‌گوید که بازی‌ها در اصل بازی‌های تشییع جنازه برای گرامیداشت مرگ نوزاد اوفلتس، پسر شیرخوار لیکورگوس و اوریدیس بودند. به لیکورگوس یک پیشگویی گفته شد که پسرش تا زمانی که راه نرود نمی‌تواند زمین را لمس کند. لیکورگوس برده‌ای را گماشت تا از پسرش مراقبت کند و از سرنگونی او جلوگیری کند. روزی هفت نفر دشمن تبس به برده و نوزاد اوفلتس برخورد کردند و از او نوشیدنی خواستند. غلام نوزاد را در میان کرفس وحشی روی زمین گذاشت تا به هفت نفر کمک کند. افلتس مورد حمله مار قرار گرفت و کشته شد و بدین ترتیب پیشگویی محقق شد. بازی‌های نمیان به افتخار او برگزار شد و جایزه برنده تاج گل کرفس وحشی بود.

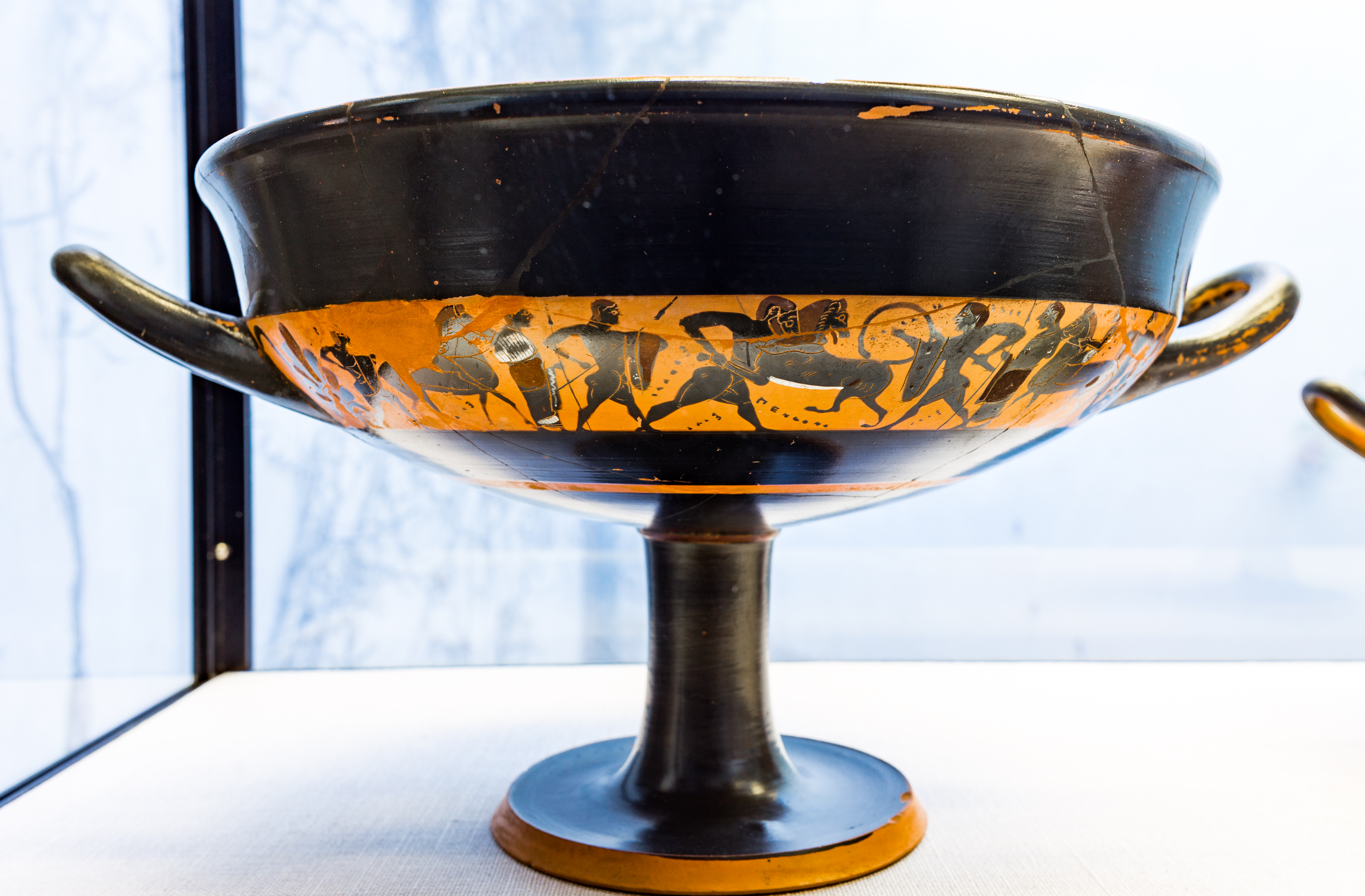
گلدانی با نقش کُشتی هراکلس با شیر نمئان

در منشأ دوم اساطیری، هراکلس اولین فرمان از ده دستور پادشاه اوریستئوس را انجام می‌دهد. او وظیفه داشت پوست شیری را که در تپه‌های نمئا تعقیب می‌کرد، بازگرداند. هراکلس به روستایی به نام کلئونا آمد و در آنجا با مولورکوس ملاقات کرد. مولورکوس پذیرفت که در صورت عدم بازگشت هراکلس پس از ۳۰ روز برای زئوس قربانی کند. هراکلس شیر را پیدا کرد و به دنبال او تا غارش رفت. او ورودی را مسدود کرد و سپس به دنبال شیر رفت و به آن حمله کرد. هراکلس در روز سی ام به خانه مولورکوس بازگشت و آنها برای زئوس قربانی کردند. گفته می‌شود که این بازی‌ها هر سال به افتخار زئوس و هراکلس برگزار می‌شود.

### بازی‌های ایستمی
بازی‌های ایستمی در سال ۵۸۲ قبل از میلاد در نزدیکی کورنت آغاز شد، یعنی همان سالی که بازی‌های پیتی در دلفی آغاز شد. ایستمی را هر سال دوم و چهارم برگزار می‌کردند، درست مانند بازی‌های نمئان، اما در بهار (آوریل یا می). برنده بازی‌های ایستمی در ابتدا یک تاج کاج دریافت می‌کرد، اما در دوره متأخرتر کرفس خشک جایگزین شد.
پاوسانیاس منشأ بازی‌ها را به سیزیف پادشاه کورنت نسبت می‌دهد. سیزیف بازی‌ها را در مراسم تشییع جنازه ای به افتخار ملیکرتس، پسری که در خلیج غرق شد (و بعداً به پالیمون تغییرنام یافت)، برگزار کرد. به گفته پاوسانیاس، پالیمون به این دلیل کشته شد که هرا متوجه شد والدینش در حال بزرگ کردن کودک دیونیزوس هستند که خشم او را به همراه داشت.

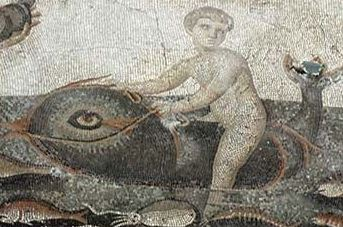
پالیمون نشان داده می‌شود که سوار بر دلفین پس از پریدن مادرش به دریا در حالی که او را در آغوش گرفته بود تا او را از دست هرا نجات دهد.

پلوتارک و آپولودور منشأ بازی‌های ایستمی را به تسئوس نسبت می‌دهند. تسئوس در حال سفر به آتن بود که نام سینیس را شنید. سینیس یک فاتح و دزد بود. او قربانیان خود را با به بالای درختان صنوبر می‌بست و پایین می‌کشید، سپس به آنها اجازه می‌داد به عقب برگردند که باعث می‌شد قربانی به هوا پرتاب شود و روی زمین بیفتد و بمیرد. تسئوس به همین ترتیب سینیس را کشت. وی سپس مراسم تشییع جنازه را به احترام آن مرحوم برگزار کرد. پلوتارک همچنین تئوس را به برگزاری بازی‌ها به افتخار پوزئیدون نسبت می‌دهد، زیرا بازیها معمولاً در پناهگاه او در کورنت برگزار می‌شدند.